# Weserradweg
De Weserradweg is een langeafstandsfietsroute in Duitsland. De route verbindt het Weserbergland met de Noordzee waarbij de loop van de rivier de Wezer wordt gevolgd. Het traject is bewegwijzerd in twee richtingen.

## Traject
De route begint in Hannoversch Münden waar Fulda en Werra samenkomen en de Wezer ontstaat. Hier kan worden aangesloten op de Weser-Harz-Heide-Radweg naar Lüneburg. Ook is er aansluiting met de Werratal-Radweg en de Fulda-Radweg. De route gaat eerst door het Weserbergland. In Bad Karlshafen kan worden aangesloten op de Diemelradweg en de Hessischer Radfernweg R4. Tussen Höxter en Holzminden loopt de Weserradweg parallel aan de EuroVelo EV2 Hoofdstedenroute. 
In Verden, vlak bij de monding van de Aller in de Wezer, kan worden aangesloten op de Aller-Radweg.
In de stad Bremen kruist de route de EuroVelo EV3 Pelgrimsroute. Hier zijn ook aansluitingen op de Brückenradweg en de Radfernweg Hamburg-Bremen.
De route voert verder richting Noordzeekust. Tussen Bremerhaven en eindpunt Cuxhaven loopt de route parallel aan de EuroVelo EV12 Noordzeeroute.
De route is ook onderdeel van de landelijke route D9 - Wezer-Romantische Straat.

## Aansluitingen met Europese routes
- Tussen Höxter en Holzminden loopt de route parallel met de EuroVelo EV2 Hoofdstedenroute.
- In Bremen kan worden aangesloten op de EuroVelo EV3 Pelgrimsroute.
- Tussen Bremerhaven en Cuxhaven loopt de route parallel met de EuroVelo EV12 Noordzeeroute.

## Aansluitingen met andere routes
- In Hannoversch Münden kan worden aangesloten op de Weser-Harz-Heide-Radweg.
- In Hannoversch Münden kan worden aangesloten op de Werratal-Radweg.
- In Hannoversch Münden kan worden aangesloten op de Fulda-Radweg.
- In Bad Karlshafen kan worden aangesloten op de Diemelradweg.
- In Bad Karlshafen kan worden aangesloten op de Hessischer Radfernweg R4.
- In Verden kan worden aangesloten op de Aller-Radweg.
- In Bremen kan worden aangesloten op de Brückenradweg.
- In Bremen kan worden aangesloten op de Radfernweg Hamburg-Bremen.
- In Bremen kan worden aangesloten op de Hanzeroute.
- In Cuxhaven kan worden aangesloten op de Elberadweg.
- De route is onderdeel van de landelijke route D9 - Wezer-Romantische Straat